# Lac de Pombie
Le lac de Pombie est un lac de la chaîne de montagnes des Pyrénées françaises situé dans le département des Pyrénées-Atlantiques de la région Nouvelle-Aquitaine.
Le lac a une superficie de 0,7 ha pour une altitude de 2 031 m .

## Géographie
Le lac se trouve sur le territoire de la commune de Laruns,.
| Petit pic du Midi d'Ossau Vallée du gave de Bious | Pic du Midi d'Ossau   | Vallée du gave de Brousset |
| Col de Peyreget                                   | lac de Pombie         | Vallée du gave de Brousset |
| Pic Peyreget                                      | col de Soum de Pombie | Vallée du gave de Brousset |

### Hydrographie
Le lac a pour émissaire le gave de Bious.

### Géologie
Le lac de Pombie est un lac glaciaire de montagne, dont la formation se passe en trois étapes majeures :
1. à l'Éocène vers −40 Ma se forme la chaîne des Pyrénées à la suite de la remontée vers le nord de la plaque africaine qui entraîne avec elle la plaque ibérique. Cette dernière glisse alors sous la plaque eurasiatique située plus au nord, ce qui entraîne le plissement, le relèvement et le charriage des couches géologiques de la croûte terrestre[4],[5] ;
2. à partir du Pliocène puis surtout du Pléistocène, de −5 Ma à −10 000 ans, un refroidissement général du climat entraîne la formation de glaciers et d'une érosion glaciaire (vallées, cirques, moraines, ombilics, etc) dans toute la chaîne des Pyrénées[6] ;
3. depuis l'Holocène, à partir de −10 000 ans, un redoux climatique entraîne la disparition des glaciers et la formation dans leur sillage de nombreux lacs glaciaires qui sont de deux sortes[7],[8] :
  - le lac de verrou qui se forme dans un ombilic glaciaire formant un creux naturel et terminé par un verrou glaciaire rocheux,
  - le lac de moraine qui se forme derrière une moraine agissant comme un barrage naturel.